# Guadalupe Victoria, Coatzintla
Guadalupe Victoria är en ort i Mexiko.   Den ligger i kommunen Coatzintla och delstaten Veracruz, i den sydöstra delen av landet, 190 km nordost om huvudstaden Mexico City. Guadalupe Victoria ligger 134 meter över havet och antalet invånare är 750.
Terrängen runt Guadalupe Victoria är platt åt sydost, men åt nordväst är den kuperad. Runt Guadalupe Victoria är det ganska tätbefolkat, med 65 invånare per kvadratkilometer. Närmaste större samhälle är Coatzintla, 15,4 km nordost om Guadalupe Victoria. Omgivningarna runt Guadalupe Victoria är en mosaik av jordbruksmark och naturlig växtlighet.